# Obergfellia
Obergfellia — це вимерлий рід стеблових непарнопалих середнього еоцену, відкритий у 1980 році. Його відомий ареал включає північну Індію та Пакистан.
Купер та ін. (2014) встановили рід, використовуючи зразки, раніше віднесені до Anthracobune і Pilgrimella.
Набір особливостей, які відрізняють його від інших членів родини, це широкі нижні корінні зуби, короткі нижні m3 і досить довгий кутовий відросток нижньої щелепи, але не такий довгий, як у Anthracobune.